# Juan José Quintanilla
Juan José Quintanilla Chavarri (San Sebastián, 10 de diciembre de 1958) es un exciclista profesional español. Nació en San Sebastián el 10 de diciembre de 1958. Fue profesional solamente los años 1980 y 1981.
Su mayor logro como profesional fue la consecución de la clasificación de la montaña de la Vuelta a Andalucía de 1980.

## Palmarés
No consiguió victorias como profesional.

## Resultados en Grandes Vueltas y Campeonato del Mundo
Durante su carrera deportiva ha conseguido los siguientes puestos en las Grandes Vueltas y en los Campeonatos del Mundo en carretera:
| Carrera         | 1980 | 1981 |
| --------------- | ---- | ---- |
| Giro de Italia  | -    | -    |
| Tour de Francia | -    | -    |
| Vuelta a España | 43.º | Ab.  |
| Mundial en Ruta | -    | -    |

-: No participa

Ab.: Abandono

## Equipos
- Flavia-Gios (1980)
- Reynolds (1981)